# Daniel Rückert
Daniel Rückert (* 1969) ist ein deutscher Informatiker, der sich auf künstliche Intelligenz (KI) im Gesundheitswesen spezialisiert hat. Seit 2020 ist er Alexander-von-Humboldt-Professor für KI in der Medizin an der Technischen Universität München (TUM).

## Werdegang
Daniel Rückert erlangte 1993 sein Diplom in Informatik an der Technischen Universität Berlin. Anschließend promovierte er 1997 am Imperial College London mit einer Arbeit über die Segmentierung und Verfolgung in kardiovaskulären Bildern. Nach einem Postdoc-Aufenthalt am King’s College London kehrte er 1999 als Lecturer ans Imperial College zurück, wurde 2003 Senior Lecturer und 2005 zum Professor für Visual Information Processing ernannt. Von 2016 bis 2020 leitete er dort das Department of Computing.

## Forschungsschwerpunkte
Rückerts Forschung konzentriert sich auf die Entwicklung von Algorithmen für die Bildgebung in der Medizin, einschließlich Bildakquisition, -analyse und -interpretation. Schwerpunkte sind dabei die Bereiche Registrierung, Rekonstruktion, Verfolgung, Segmentierung und Modellierung. Ein besonderes Interesse gilt der Anwendung von KI-Technologien zur Verbesserung des Verständnisses der Gehirnentwicklung sowie der Diagnose und Behandlung von Erkrankungen wie Demenz, Schlaganfall, Herz-Kreislauf-Erkrankungen und Krebs.

## Auszeichnungen und Mitgliedschaften
Daniel Rückert ist Fellow der Royal Academy of Engineering, des Institute of Electrical and Electronics Engineers (IEEE) und der Academy of Medical Sciences. 2024 wurde ihm der Enduring Impact Award der Medical Image Computing and Computer Assisted Intervention Society (MICCAI) verliehen. Rückert erhielt den Gottfried Wilhelm Leibniz-Preis für das Jahr 2025. Im selben Jahr wurde er zum Mitglied der Royal Society gewählt.

## Veröffentlichungen (Auswahl)
(Quelle: TU München)
- mit Schlemper, J., Caballero, J. et al.: A Deep Cascade of Convolutional Neural Networks for Dynamic MR Image Reconstruction. IEEE Transactions on Medical Imaging. 2018; 37(2): 491-503.
- mit Bello, G. A., Dawes, T. J. W. et al.: Deep learning cardiac motion analysis for human survival prediction. Nature Machine Intelligence. 2019; 1:95-104.
- mit Schlemper, J., Oktay, O. et al.: Attention gated networks: Learning to leverage salient regions in medical images. Medical Image Analysis. 2019; 53:197-207.
- mit Schnabel, J. A.: Model-Based and Data-Driven Strategies in Medical Image Computing. Proceedings of the IEEE. 2020; 108(1): 110-124.
- mit Kaissis, G. A., Makowski, M. R. et al.: Secure, privacy-preserving and federated machine learning in medical imaging. Nature Machine Intelligence 2. 2020; 305–311.